# Duwet (Pakel)
Duwet is een bestuurslaag in het regentschap Tulungagung van de provincie Oost-Java, Indonesië. Duwet telt 2668 inwoners (volkstelling 2010).